# (539) Pamina
(539) Pamina és el nom que rep l'asteroide número 539, situat al cinturó d'asteroides.
Fou descobert per l'astrònom Max Wolf des de l'observatori de Heidelberg (Alemanya), el 2 d'agost del 1904.
El nom prové del de la filla de la Reina de la Nit, en l'òpera Die Zauberflöte (La flauta màgica) de Wolfgang Amadeus Mozart.